# Diecezja Funchal
Diecezja Funchal (łac. Dioecesis Funchalensis) – diecezja Kościoła rzymskokatolickiego w Portugalii na Maderze. Należy do metropolii lizbońskiej.

## Historia
Została erygowana 12 stycznia 1514 przez wydzielenie z diecezji Maroka. 31 stycznia 1533 została podniesiona do rangi archidiecezji metropolitalnej obejmującej swą jurysdykcją kolonie portugalskie. Jednocześnie wyłączono z terytorium archidiecezji sufraganie: diecezję Goa i Damanu oraz diecezję Santiago de Cabo Verde. 3 listopada 1534 utraciła część terytorium na rzecz nowo utworzonych diecezji Angra oraz Wysp Świętego Tomasza. 25 lutego 1551 z jej terytorium utworzono diecezję São Salvador da Bahia de Todos os Santos. 3 lipca 1551 utraciła status archidiecezji i funkcjonowała odtąd jako diecezja Funchal. W 1763 wydzielono z niej prefekturę apostolską Senegalu, a 22 stycznia 1842 – prefekturę apostolską Dwóch Gwinei i Senegambii.